# Per-Erik Eklund
Per-Erik „Pelle“ Eklund (* 22. März 1963 in Stockholm) ist ein ehemaliger schwedischer Eishockeyspieler sowie derzeitiger -trainer und -scout. Der Center bestritt zwischen 1985 und 1994 über 500 Partien für die Philadelphia Flyers und Dallas Stars in der National Hockey League. Mit den Flyers, bei denen er den mit Abstand größten Teil seiner NHL-Karriere verbrachte, erreichte er in den Playoffs 1987 das Endspiel um den Stanley Cup, unterlag dort allerdings den Edmonton Oilers. In seiner Heimat lief er für den AIK Solna sowie für Leksands IF auf und gewann dabei 1984 mit Solna die schwedische Meisterschaft. Mit der schwedischen Nationalmannschaft errang Eklund unter anderem die Goldmedaille bei der Weltmeisterschaft 1991 sowie die Bronzemedaille bei den Olympischen Winterspielen 1984. Seit 2020 ist er als Scout für die Seattle Kraken in der NHL tätig.

## Karriere
Per-Erik Eklund begann seine Karriere als Eishockeyspieler bei Stocksunds IF, für dessen erste Mannschaft er von 1978 bis 1981 in der drittklassigen Division 2 aktiv war. Anschließend wechselte er zu AIK Solna, für das er von 1981 bis 1985 in der Elitserien, der höchsten schwedischen Spielklasse, aktiv war. Mit AIK gewann der Center in der Saison 1983/84 den schwedischen Meistertitel. Zu diesem Erfolg trug er mit 40 Scorerpunkten, davon 15 Tore, in insgesamt 41 Spielen bei. Aus diesem Grund erhielt er den Guldpucken als bester schwedischer Eishockeyspieler und wurde in das schwedische All-Star Team gewählt. In seiner Zeit bei AIK wurde er im NHL Entry Draft 1983 in der achten Runde als insgesamt 161. Spieler von den Philadelphia Flyers ausgewählt, bei denen er von 1985 bis 1994 einen Stammplatz in der National Hockey League hatte. In der Saison 1986/87 erreichte der Schwede mit den Flyers das Playoff-Finale um den Stanley Cup, in dem er mit seiner Mannschaft den Edmonton Oilers in der Best-of-Seven-Serie mit 3:4 Siegen unterlag.
Im März 1994 wurde Eklund im Tausch gegen ein Achtrundenwahlrecht für den NHL Entry Draft 1994 zu den Dallas Stars transferiert, für die er bis Saisonende in 14 Spielen zwei Tore erzielte und vier Vorlagen gab. Anschließend kehrte der Linksschütze in seine schwedische Heimat zurück, in der er von 1994 bis zu seinem Karriereende 1999 im Alter von 36 Jahren bei Leksands IF in der Elitserien auf dem Eis stand. Vor allem in der Saison 1994/95 konnte er in Leksand überzeugen und erzielte in 38 Spielen 50 Scorerpunkte, davon 13 Tore. In der Hauptrunde war er der Topscorer und der beste Vorlagengeber der Elitserien. In dieser Spielzeit wurde er zudem als Most Valuable Player der Elitserien mit dem Guldhjälmen ausgezeichnet sowie in das schwedische All-Star Team und das All-Star Team der Elitserien gewählt. 1999 beendete er seine aktive Karriere.
Mit dem Ende seiner Spielerlaufbahn war Eklund zwischen 1999 und 2003 als Scout für die Phoenix Coyotes in der NHL tätig. Von 2004 bis 2006 stand er anschließend als Assistenztrainer für seinen Ex-Klub Leksands IF hinter der Bande, mit dem er 2005 in die Elitserien aufstieg und bei dem er in der Saison 2005/06 auch interimsweise als Cheftrainer fungierte. Von 2006 bis 2010 arbeitete er als Scout für die Canadiens de Montréal, bevor er von 2010 bis 2019 in gleicher Funktion für die Edmonton Oilers tätig war. In der Spielzeit 2019/20 kehrte er kurzzeitig als Assistenztrainer zu Leksands IF zurück, bevor er im Oktober 2020 abermals als Scout von den neu gegründeten Seattle Kraken verpflichtet wurde.

### International
Für Schweden nahm Eklund im Juniorenbereich an der U18-Junioren-Europameisterschaft 1981 sowie den U20-Junioren-Weltmeisterschaften 1982 und 1983 teil. Bei der U18-EM 1981 gewann er mit seiner Mannschaft die Bronzemedaille.
Im Seniorenbereich nahm er für Schweden an den Weltmeisterschaften 1985, 1986, 1990, Eishockey-Weltmeisterschaft 1991, 1995 und 1996 teil. Dabei gewann er mit der schwedischen Nationalmannschaft drei Silbermedaillen und wurde mit seinem Land ein Mal Weltmeister. Zudem stand er 1984 im Aufgebot seines Landes bei den Olympischen Winterspielen in Sarajevo, bei denen er die Bronzemedaille gewann und beim Canada Cup, bei dem er mit seinem Team den zweiten Platz belegte.

## Erfolge und Auszeichnungen
| - 1984 Schwedischer Meister mit AIK Solna - 1984 Guldpucken - 1984 Schwedisches All-Star Team - 1995 Schwedisches All-Star Team - 1995 Elitserien All-Star Team | - 1995 Topscorer der Elitserien - 1995 Bester Vorlagengeber der Elitserien - 1995 Guldhjälmen - 2005 Aufstieg in die Elitserien mit Leksands IF (als Assistenztrainer) |

### International
| - 1981 Bronzemedaille bei der U18-Junioren-Europameisterschaft - 1984 Bronzemedaille bei den Olympischen Winterspielen - 1984 Silbermedaille beim Canada Cup - 1986 Silbermedaille bei der Weltmeisterschaft | - 1990 Silbermedaille bei der Weltmeisterschaft - 1991 Goldmedaille bei der Weltmeisterschaft - 1995 Silbermedaille bei der Weltmeisterschaft |

## Familie
Sein Sohn Daniel Eklund ist ebenfalls ein professioneller Eishockeyspieler, während seine Tochter Nathalie Eklund als Skirennläuferin aktiv war.